# Цикл женских турниров ITF 2013 (январь — март)
Цикл женских турниров ITF 2013 (англ. 2013 ITF Women's Circuit) — ежегодный женский тур профессиональных теннисистов, проводимый Международной федерацией тенниса.
Статья содержит результаты первой четверти года — с января по март.

## Расписание

### Легенда
| Призовой фонд |
| 100.000 USD   |
| 75.000 USD    |
| 50.000 USD    |
| 25.000 USD    |
| 15.000 USD    |
| 10.000 USD    |

### Январь
| Дата начала | Турнир                                                                        | Чемпионки (Счёт финала)                          | Финалистки                                      |
| ----------- | ----------------------------------------------------------------------------- | ------------------------------------------------ | ----------------------------------------------- |
| 31 декабря  | Гонконг, Китай $10,000 — Хард Турнир 2013                                     | Тянь Жань 7-6(9) 2-6 6-3                         | Лян Чэнь                                        |
| 31 декабря  | Гонконг, Китай $10,000 — Хард Турнир 2013                                     | Тан Хаочэнь Тянь Жань 6-2 6-1                    | Эри Ходзуми Мию Като                            |
| 31 декабря  | Фор-де-Франс, Франция $10,000 — Хард Турнир 2013                              | Соня Молнар 6-2 6-0                              | Шеразад Бенамар                                 |
| 31 декабря  | Фор-де-Франс, Франция $10,000 — Хард Турнир 2013                              | Инди де Вроме Дениз Старр 6-4 6-3                | Шеразад Бенамар Бранди Мина                     |
| 7 января    | Гонконг, Китай $10,000 — Хард Турнир 2013                                     | Сатиэ Исидзу 2-6 6-1 6-3                         | Вэнь Синь                                       |
| 7 января    | Гонконг, Китай $10,000 — Хард Турнир 2013                                     | Ли Ихун Вэнь Синь 4-6 6-1 [12-10]                | Эри Ходзуми Мию Като                            |
| 7 января    | Сен-Мартен, Франция $10,000 — Хард Турнир 2013                                | Инди де Вроме 6-3 6-2                            | Леа Толи                                        |
| 7 января    | Сен-Мартен, Франция $10,000 — Хард Турнир 2013                                | Эстель Касино Леа Толи 6-3 6-3                   | Эрин Кларк Соня Молнар                          |
| 7 января    | Анталья, Турция $10,000 — Грунт Турнир 2013                                   | Река-Луца Яни 6-1 1-6 7-6(4)                     | Маррит Бонстра                                  |
| 7 января    | Анталья, Турция $10,000 — Грунт Турнир 2013                                   | Тьяки Окадауэ Мелис Сезер 6-3 6-4                | София Квацабая Марианна Закарлюк                |
| 7 января    | Иннисбрук, США $25,000 — Грунт Турнир 2013                                    | Тадея Маерич 6-2 6-3                             | Айла Томлянович                                 |
| 7 января    | Иннисбрук, США $25,000 — Грунт Турнир 2013                                    | Ульрикке Эйкери Сюй Цзеюй 6-3 6-0                | Флоренсия Молинеро Адриана Перес                |
| 7 января    | Цюаньчжоу, Китай $50,000 — Хард Турнир 2012                                   | Варатчая Вонгтинчай 6-2 6-7(5) 7-6(5)            | Надежда Киченок                                 |
| 7 января    | Цюаньчжоу, Китай $50,000 — Хард Турнир 2012                                   | Ирина Бурячок Надежда Киченок 3-6 6-3 [12-10]    | Лян Чэнь Сунь Шэннань                           |
| 14 января   | Анталья, Турция $10,000 — Грунт Турнир 2013                                   | Река-Луца Яни 6-0 6-1                            | София Квацабая                                  |
| 14 января   | Анталья, Турция $10,000 — Грунт Турнир 2013                                   | Ли Джин А Ю Ми 6-3 6-4                           | Элин Буйкенс Келли Верстег                      |
| 14 января   | Глазго, Великобритания $10,000 — Хард(i) Турнир 2013                          | Тара Мур 6-4 6-1                                 | Миртиль Жорж                                    |
| 14 января   | Глазго, Великобритания $10,000 — Хард(i) Турнир 2013                          | Тара Мур Мелани Саут 7-6(5) 6-3                  | Анна Смит Франческа Стефенсон                   |
| 14 января   | Ле-Госье, Франция $10,000 — Хард Турнир 2013                                  | Ноэль Хики 7-5 6-2                               | Леа Толи                                        |
| 14 января   | Ле-Госье, Франция $10,000 — Хард Турнир 2013                                  | Ноэль Хики Кэди Пулер 6-0 1-6 [10-7]             | Эстель Касино Леа Толи                          |
| 14 января   | Шарм-эш-Шейх, Египет $10,000 — Хард Турнир 2013                               | Дениса Аллертова 6-2 4-6 7-6(1)                  | Евгения Пашкова                                 |
| 14 января   | Шарм-эш-Шейх, Египет $10,000 — Хард Турнир 2013                               | Евгения Пашкова Екатерина Яшина 3-6 6-2 [10-3]   | Валерия Подда Маяр Шериф                        |
| 14 января   | Штутгарт, Германия $10,000 — Хард(i) Турнир 2013                              | Юлия Киммельманн 6-4 6-3                         | Лаура Зигемунд                                  |
| 14 января   | Штутгарт, Германия $10,000 — Хард(i) Турнир 2013                              | Виктория Голубич Юлия Киммельманн 6-4 6-1        | Ольга Дорошина Юлия Валетова                    |
| 14 января   | Порт-Сент-Люси, США $25,000 — Грунт Турнир 2013                               | Шэрон Фичмен 6-3 6-2                             | Тадея Маерич                                    |
| 14 января   | Порт-Сент-Люси, США $25,000 — Грунт Турнир 2013                               | Ангелина Габуева Элли Уилл 4-6 6-2 [10-7]        | Флоренсия Молинеро Адриана Перес                |
| 21 января   | Анталья, Турция $10,000 — Грунт Турнир 2013                                   | Александра Дулгеру 6-2 6-2                       | Река-Луца Яни                                   |
| 21 января   | Анталья, Турция $10,000 — Грунт Турнир 2013                                   | Ли Джин А Ю Ми 6-3 6-1                           | Наталья Костич Гая Санези                       |
| 21 января   | Эйлат, Израиль $10,000 — Хард Турнир 2013                                     | Алла Кудрявцева 6-7(4) 6-3 6-2                   | Ралука Олару                                    |
| 21 января   | Эйлат, Израиль $10,000 — Хард Турнир 2013                                     | Алла Кудрявцева Ралука Олару 6-3 6-3             | Илона Кремень Пемра Озген                       |
| 21 января   | Карст, Германия $10,000 — Ковёр(i) Турнир 2013                                | Юлия Киммельманн 6-3 6-2                         | Екатерина Александрова                          |
| 21 января   | Карст, Германия $10,000 — Ковёр(i) Турнир 2013                                | Виктория Голубич Юлия Киммельманн 6-3 4-6 [10-5] | Аня Прислан Ясмин Штайнхер                      |
| 21 января   | Престон, Великобритания $10,000 — Хард(i) Турнир 2013                         | Тара Мур 7-6(2) 6-1                              | Эми Ботел                                       |
| 21 января   | Престон, Великобритания $10,000 — Хард(i) Турнир 2013                         | Саманта Маррей Джада Уиндли 6-3 3-6 [10-5]       | Тара Мур Мелани Саут                            |
| 21 января   | Шарм-эш-Шейх, Египет $10,000 — Хард Турнир 2013                               | Маяр Шериф 6-2 2-6 6-1                           | Александрина Найденова                          |
| 21 января   | Шарм-эш-Шейх, Египет $10,000 — Хард Турнир 2013                               | Лидия Морозова Евгения Пашкова 6-3 6-1           | Мелани Клаффнер Мелис Сезер                     |
| 21 января   | Лима, Перу $15,000 — Грунт Турнир 2013                                        | Мария-Фернанда Алвес 6-2 6-2                     | Хильда Меландер                                 |
| 21 января   | Лима, Перу $15,000 — Грунт Турнир 2013                                        | Мария-Фернанда Алвес Ванеса Фурланетто 6-1 6-4   | Патрисия Ку-Флорес Катрин Габриэла Миранда-Чанг |
| 21 января   | Андрезье-Бутеон, Франция $25,000 — Хард(i) Турнир 2013                        | Алисон ван Эйтванк 6-1 6-4                       | Ана Врлич                                       |
| 21 января   | Андрезье-Бутеон, Франция $25,000 — Хард(i) Турнир 2013                        | Амра Садикович Ана Врлич 5-7 7-5 [10-4]          | Маргарита Гаспарян Ольга Савчук                 |
| 28 января   | Анталья, Турция $10,000 — Грунт Турнир 2013                                   | Ли Джин А 7-5 6-3                                | Яна Бучина                                      |
| 28 января   | Анталья, Турция $10,000 — Грунт Турнир 2013                                   | Хан На Рэ Ли Джин А 6-3 6-3                      | Ева Фернандес-Брюгес Изабелла Шиникова          |
| 28 января   | Шарм-эш-Шейх, Египет $10,000 — Хард Турнир 2013                               | Лара Михел 6-3 4-6 6-2                           | Пернилла Мендесова                              |
| 28 января   | Шарм-эш-Шейх, Египет $10,000 — Хард Турнир 2013                               | Катажина Кава Наталья Колат 6-1 6-4              | Александрина Найденова Екатерина Яшина          |
| 28 января   | Берни, Австралия $25,000 — Хард Турнир 2013                                   | Оливия Роговска 7-6(5) 6-7(7) 6-4                | Моника Адамчак                                  |
| 28 января   | Берни, Австралия $25,000 — Хард Турнир 2013                                   | Сюко Аояма Эрика Сэма Без игры                   | Бояна Бобушич Джессика Мур                      |
| 28 января   | Vanessa Phillips Women's Tournament Эйлат, Израиль $75,000 — Хард Турнир 2013 | Элина Свитолина 6-3 3-6 7-5                      | Марта Сироткина                                 |
| 28 января   | Vanessa Phillips Women's Tournament Эйлат, Израиль $75,000 — Хард Турнир 2013 | Алла Кудрявцева Элина Свитолина 6-1, 6-3         | Коринна Дентони Александра Саснович             |

### Февраль
| Дата начала | Турнир                                                                 | Чемпионки (Счёт финала)                                  | Финалистки                                 |
| ----------- | ---------------------------------------------------------------------- | -------------------------------------------------------- | ------------------------------------------ |
| 4 февраля   | Шарм-эш-Шейх, Египет $10,000 — Хард Турнир 2013                        | Лара Михел 6-4 3-6 6-4                                   | Доротея Эрич                               |
| 4 февраля   | Шарм-эш-Шейх, Египет $10,000 — Хард Турнир 2013                        | Доротея Эрич Барбара Хаас 6-2 7-5                        | Мартина Кубичикова Шанталь Шкамлова        |
| 4 февраля   | Анталья, Турция $10,000 — Грунт Турнир 2013                            | Лаура-Иоана Андрей 6-2 4-6 6-2                           | Ева Фернандес-Брюгес                       |
| 4 февраля   | Анталья, Турция $10,000 — Грунт Турнир 2013                            | Джулия Бруццоне Мартина Карегаро 6-3 1-6 [10-6]          | Ана Богдан Теодора Мирчич                  |
| 4 февраля   | Гренобль, Франция $25,000 — Хард(i) Турнир 2013                        | Сандра Заглавова 6-4 5-7 6-2                             | Марина Заневская                           |
| 4 февраля   | Гренобль, Франция $25,000 — Хард(i) Турнир 2013                        | Мария Кондратьева Рената Ворачова 6-1 6-4                | Николь Клерико Летисия Костас              |
| 4 февраля   | Ранчо-Мираж, США $25,000 — Хард Турнир 2013                            | Сатиэ Исидзу 6-3 7-6(3)                                  | Жюли Куэн                                  |
| 4 февраля   | Ранчо-Мираж, США $25,000 — Хард Турнир 2013                            | Тара Мур Мелани Саут 4-6 6-2 [12-10]                     | Джан Абаза Луиза Чирико                    |
| 4 февраля   | Лонсестон, Австралия $25,000 — Хард Турнир 2013                        | Сторм Сандерс 6-4 6-4                                    | Сюко Аояма                                 |
| 4 февраля   | Лонсестон, Австралия $25,000 — Хард Турнир 2013                        | Ксения Лыкина Эмили Уэбли-Смит 7-5 6-3                   | Александра Кик Эрин Рутлифф                |
| 4 февраля   | Dow Corning Tennis Classic Мидленд, США $100,000 — Хард(i) Турнир 2013 | Лорен Дэвис 6-3 2-6 7-6(2)                               | Айла Томлянович                            |
| 4 февраля   | Dow Corning Tennis Classic Мидленд, США $100,000 — Хард(i) Турнир 2013 | Мелинда Цинк Мирьяна Лучич-Барони 5-7 6-4 [10-7]         | Мария-Фернанда Алвес Саманта Маррей        |
| 11 февраля  | Анталья, Турция $10,000 — Грунт Турнир 2013                            | Йована Якшич 5-2 — отказ                                 | Ясмина Тинич                               |
| 11 февраля  | Анталья, Турция $10,000 — Грунт Турнир 2013                            | Теодора Мирчич Ралука-Елена Платон 1-6 4-5 — отказ       | Екатерина Горгодзе София Квацабая          |
| 11 февраля  | Лаймен, Германия $10,000 — Хард(i) Турнир 2013                         | Юлия Киммельманн 6-4 6-3                                 | Пемра Озген                                |
| 11 февраля  | Лаймен, Германия $10,000 — Хард(i) Турнир 2013                         | Каролина Даниэльс Лаура Зигемунд 6-1 6-4                 | Антония Лоттнер Дарья Сальникова           |
| 11 февраля  | Линчёпинг, Швеция $10,000 — Хард(i) Турнир 2013                        | Анжелика Морателли 7-6(5) 6-1                            | Малин Ульвефельдт                          |
| 11 февраля  | Линчёпинг, Швеция $10,000 — Хард(i) Турнир 2013                        | Анна Каталина Альзате Эсмурзаева Дарья Шульжёнок 6-3 6-4 | Луиза Брунског Ванда Лукач                 |
| 11 февраля  | Шарм-эш-Шейх, Египет $10,000 — Хард Турнир 2013                        | Марина Шамайко 4-6 6-3 6-3                               | Барбара Хаас                               |
| 11 февраля  | Шарм-эш-Шейх, Египет $10,000 — Хард Турнир 2013                        | Деспина Папамихаил Аличе Саворетти 4-6 6-2 [10-4]        | Елена-Теодора Кадар Патрича Мария Циг      |
| 11 февраля  | Ранчо-Санта-Фе, США $25,000 — Хард(i) Турнир 2013                      | Мэдисон Бренгл 6-1 6-4                                   | Николь Гиббс                               |
| 11 февраля  | Ранчо-Санта-Фе, США $25,000 — Хард(i) Турнир 2013                      | Эйжа Мухаммад Элли Уилл 6-1 6-4                          | Анамика Бхаргава Макол Харкинс             |
| 18 февраля  | Анталья, Турция $10,000 — Грунт Турнир 2013                            | Йована Якшич 6-2 7-5                                     | Йоана Дуку                                 |
| 18 февраля  | Анталья, Турция $10,000 — Грунт Турнир 2013                            | Агнеш Букта Вивьен Юхасова 6-1 2-6 [10-6]                | Йоана Дуку Кристина Эне                    |
| 18 февраля  | Хельсингборг, Швеция $10,000 — Ковёр(i) Турнир 2013                    | Елена Остапенко 6-2 7-6(3)                               | Эллен Альгурин                             |
| 18 февраля  | Хельсингборг, Швеция $10,000 — Ковёр(i) Турнир 2013                    | Эллен Альгурин Елена Остапенко 6-2 6-7(4) [10-7]         | Корнелия Листер Лизанне ван Рит            |
| 18 февраля  | Кройцлинген, Швейцария $10,000 — Ковёр(i) Турнир 2013                  | Екатерина Александрова 6-4 6-3                           | Тимея Бачински                             |
| 18 февраля  | Кройцлинген, Швейцария $10,000 — Ковёр(i) Турнир 2013                  | Тимея Бачински Ксения Кнолль 6-3 6-2                     | Матея Межак Сильвия Нирич                  |
| 18 февраля  | Макон, Франция $10,000 — Хард(i) Турнир 2013                           | Антония Лоттнер 7-5 7-5                                  | Анна-Джулия Ремондина                      |
| 18 февраля  | Макон, Франция $10,000 — Хард(i) Турнир 2013                           | Антония Лоттнер Дарья Сальникова 6-4 5-7 [10-7]          | Франческа Палмиджано Анна-Джулия Ремондина |
| 18 февраля  | Мальорка, Испания $10,000 — Грунт Турнир 2013                          | Анастасия Гримальская 6-2 7-6(2)                         | Ивонн Кавалье Реймерс                      |
| 18 февраля  | Мальорка, Испания $10,000 — Грунт Турнир 2013                          | Летисия Костас Река-Луца Яни 6-3 6-2                     | Анастасия Гримальская Яна Сизикова         |
| 18 февраля  | Шарм-эш-Шейх, Египет $10,000 — Хард Турнир 2013                        | Полина Виноградова 6-2 6-7(7) 6-2                        | Клотильд де Бернарди                       |
| 18 февраля  | Шарм-эш-Шейх, Египет $10,000 — Хард Турнир 2013                        | Аня Прислан Ясмин Штайнхерр 3-6 6-2 [10-4]               | Клотильда де Беранрди Хлоэ Паке            |
| 18 февраля  | Шымкент, Казахстан $10,000 — Хард(i) Турнир 2013                       | Ксения Палкина 7-6(3) 7-6(3)                             | Сабина Шарипова                            |
| 18 февраля  | Шымкент, Казахстан $10,000 — Хард(i) Турнир 2013                       | Диана Боголий Алёна Тарасова 6-4 1-6 [10-4]              | Камила Керимбаева Сабина Шарипова          |
| 18 февраля  | Милдьюра, Австралия $25,000 — Трава Турнир 2013                        | Ксения Лыкина 7-6(3) 6-3                                 | Азра Хаджич                                |
| 18 февраля  | Милдьюра, Австралия $25,000 — Трава Турнир 2013                        | Ксения Лыкина Юрика Сэма 6-4 6-2                         | Бояна Бобушич Эмили Уэбли-Смит             |
| 18 февраля  | Москва, Россия $25,000 — Хард(i) Турнир 2013                           | Марина Заневская 6-4 7-6(5)                              | София Шапатава                             |
| 18 февраля  | Москва, Россия $25,000 — Хард(i) Турнир 2013                           | Маргарита Гаспарян Полина Монова 6-4 2-6 [10-5]          | Валерия Соловьёва Марина Заневская         |
| 18 февраля  | Музаффарнагар, Индия $25,000 — Трава Турнир 2013                       | Мелани Клаффнер 6-2 6-0                                  | Вероника Капшай                            |
| 18 февраля  | Музаффарнагар, Индия $25,000 — Трава Турнир 2013                       | Нича Летпитаксинчай Пеангтарн Плипыч 3-6 6-4 [10-8]      | Юстина Егёлка Вероника Капшай              |
| 18 февраля  | Сюрпрайз, США $25,000 — Хард Турнир 2013                               | Тара Мур 6-3 6-1                                         | Луиза Чирико                               |
| 18 февраля  | Сюрпрайз, США $25,000 — Хард Турнир 2013                               | Саманта Кроуфорд Сачия Викери 6-3 3-6 [10-7]             | Эмили Харман Сюй Ифань                     |
| 25 февраля  | Анталья, Турция $10,000 — Грунт Турнир 2013                            | Ралука Олару 6-3 7-5                                     | Йована Якшич                               |
| 25 февраля  | Анталья, Турция $10,000 — Грунт Турнир 2013                            | Джоя Барбьери Анна Шефер 4-6 6-3 [10-4]                  | Ленка Юрикова Шанталь Шкамлова             |
| 25 февраля  | Брон, Франция $10,000 — Хард(i) Турнир 2013                            | Марина Заневская 6-2 6-1                                 | Исалин Бонавентюре                         |
| 25 февраля  | Брон, Франция $10,000 — Хард(i) Турнир 2013                            | Шеразад Бенамар Полин Пайе 7-5 7-5                       | Дарья Сальникова Алина Силич               |
| 25 февраля  | Мальорка, Испания $10,000 — Грунт Турнир 2013                          | Дина Пфиценмайер 6-4 4-6 7-5                             | Анастасия Гримальская                      |
| 25 февраля  | Мальорка, Испания $10,000 — Грунт Турнир 2013                          | Летисия Костас Река-Луца Яни 6-2 6-1                     | Лусия Сервера-Васкес Каролина Прац-Миллан  |
| 25 февраля  | Нетания, Израиль $10,000 — Хард Турнир 2013                            | Натела Дзаламидзе 6-4 6-3                                | Полина Лейкина                             |
| 25 февраля  | Нетания, Израиль $10,000 — Хард Турнир 2013                            | Александра Корашвили Полина Лейкина 6-4 6-2              | Натела Дзаламидзе Аминат Кушхова           |
| 25 февраля  | Шарм-эш-Шейх, Египет $10,000 — Хард Турнир 2013                        | Адрияна Лекай 4-6 7-6(8) 6-1                             | Ванеса Фурланетто                          |
| 25 февраля  | Шарм-эш-Шейх, Египет $10,000 — Хард Турнир 2013                        | Илка Чореги Зара Разхафимахатратра 7-5 6-3               | Наоми Броуди Ана Веселинович               |
| 25 февраля  | Шымкент, Казахстан $10,000 — Хард(i) Турнир 2013                       | Екатерина Яшина 6-3 4-6 6-2                              | Ксения Палкина                             |
| 25 февраля  | Шымкент, Казахстан $10,000 — Хард(i) Турнир 2013                       | Камила Керимбаева Ян И 6-1 4-6 [10-4]                    | Дарья Бережная Владислава Заносиенко       |
| 25 февраля  | Сидней, Австралия $10,000 — Хард Турнир 2013                           | Ван Яфань 6-2 6-0                                        | Миса Эгути                                 |
| 25 февраля  | Сидней, Австралия $10,000 — Хард Турнир 2013                           | Миса Эгути Мари Танака 4-6 7-5 [10-8]                    | Тамара Чурович Ван Яфань                   |

### Март
| Дата начала | Турнир                                                   | Чемпионки (Счёт финала)                                | Финалистки                              |
| ----------- | -------------------------------------------------------- | ------------------------------------------------------ | --------------------------------------- |
| 4 марта     | Амьен, Франция $10,000 — Грунт(i) Турнир 2013            | Виржини Раззано 6-1 6-0                                | Эликс Колломбон                         |
| 4 марта     | Амьен, Франция $10,000 — Грунт(i) Турнир 2013            | Лена-Мари Хофманн Изабелла Шиникова 7-6(5) 6-1         | Бернисе ван де Вельде Келли Верстег     |
| 4 марта     | Анталья, Турция $10,000 — Грунт Турнир 2013              | Бьянка Хинку 5-2 — отказ                               | Вивьен Юхасова                          |
| 4 марта     | Анталья, Турция $10,000 — Грунт Турнир 2013              | Джоя Барбьери Николь Мелихар 7-6(2) 6-4                | Агнеш Букта Вивьен Юхасова              |
| 4 марта     | Фрауэнфельд, Швейцария $10,000 — Ковёр(i) Турнир 2013    | Катерина Синякова 6-3 4-6 6-4                          | Катинка фон Дайхманн                    |
| 4 марта     | Фрауэнфельд, Швейцария $10,000 — Ковёр(i) Турнир 2013    | Нина Штадлер Катинка фон Дайхманн 6-3 6-4              | Таисия Мордергер Яна Мордергер          |
| 4 марта     | Гейнсвилл, США $10,000 — Грунт Турнир 2013               | Элли Кик 7-5 6-1                                       | Катерина Крамперова                     |
| 4 марта     | Гейнсвилл, США $10,000 — Грунт Турнир 2013               | Линдсей Харденберг Ноэль Хики 6-3 6-4                  | Джан Абаза Николь Робинсон              |
| 4 марта     | Нетания, Израиль $10,000 — Хард Турнир 2013              | Александра Саснович 6-2 7-5                            | Амандин Эсс                             |
| 4 марта     | Нетания, Израиль $10,000 — Хард Турнир 2013              | Полина Лейкина Александра Саснович 2-6 7-6(4) [10-8]   | Натела Дзаламидзе Аминат Кушхова        |
| 4 марта     | Шарм-эш-Шейх, Египет $10,000 — Хард Турнир 2013          | Дарья Миронова 7-6(2) 2-6 7-6(4)                       | Наоми Броуди                            |
| 4 марта     | Шарм-эш-Шейх, Египет $10,000 — Хард Турнир 2013          | Илка Чореги Зара Разафимахатратра 6-3 6-4              | Александра Артамонова Дарья Лебешева    |
| 4 марта     | Саттон, Великобритания $10,000 — Хард(i) Турнир 2013     | Штефани Фогт 3-6 6-4 6-3                               | Карина Виттхёфт                         |
| 4 марта     | Саттон, Великобритания $10,000 — Хард(i) Турнир 2013     | Анна Фицпатрик Джада Уиндли 4-6 7-6(4) [12-10]         | Мартина Борецкая Петра Крейсова         |
| 4 марта     | Сидней, Австралия $10,000 — Хард Турнир 2013             | Виктория Раичич 5-7 6-3 6-2                            | Джессика Мур                            |
| 4 марта     | Сидней, Австралия $10,000 — Хард Турнир 2013             | Элисон Бэй Тайра Кальдервуд 7-6(3) 6-4                 | Аня Докич Джессика Мур                  |
| 4 марта     | Ирапуато, Мексика $25,000 — Хард Турнир 2013             | Александра Крунич 7-6(4) 6-4                           | Ольга Савчук                            |
| 4 марта     | Ирапуато, Мексика $25,000 — Хард Турнир 2013             | Алла Кудрявцева Ольга Савчук 4-6 6-2 [10-6]            | Александра Крунич Амра Садикович        |
| 11 марта    | Анталья, Турция $10,000 — Грунт Турнир 2013              | Кристина Дину 6-4 7-6(5)                               | Ленка Юрикова                           |
| 11 марта    | Анталья, Турция $10,000 — Грунт Турнир 2013              | Анамика Бхаргава Николь Мелихар 6-7(7) 6-3 [10-7]      | Алёна Фомина София Шапатава             |
| 11 марта    | Хайдарабад, Индия $10,000 — Хард Турнир 2013             | Барбара Луш 4-6 7-6(5) 7-6(3)                          | Анкита Райна                            |
| 11 марта    | Хайдарабад, Индия $10,000 — Хард Турнир 2013             | Шармада Балу Совяня Бависетти 7-5 5-7 [10-8]           | Михаэла Фрлицкая Тереза Маликова        |
| 11 марта    | Гавр, Франция $10,000 — Грунт(i) Турнир 2013             | Дарья Сальникова 6-4 4-6 6-2                           | Джулия Пайроне                          |
| 11 марта    | Гавр, Франция $10,000 — Грунт(i) Турнир 2013             | Эстель Касино Изабелла Шиникова 0-6 7-5 [10-5]         | Деяна Райцкович Лаура Шедер             |
| 11 марта    | Мадрид, Испания $10,000 — Грунт Турнир 2013              | Река-Луца Яни 6-4 4-6 6-2                              | София Ковалец                           |
| 11 марта    | Мадрид, Испания $10,000 — Грунт Турнир 2013              | Евгения Пашкова Яна Сизикова 3-6 6-3 [10-5]            | Гая Санези Джулия Суссарелло            |
| 11 марта    | Метепек, Мексика $10,000 — Хард Турнир 2013              | Марсела Сакариас 6-1 6-1                               | Николь Роттманн                         |
| 11 марта    | Метепек, Мексика $10,000 — Хард Турнир 2013              | Макол Харкинс Николь Роттманн 6-3 6-2                  | Лаура Пигосси Марсела Сакариас          |
| 11 марта    | Нетанья, Израиль $10,000 — Хард Турнир 2013              | Александра Саснович 6-3 3-6 6-4                        | Полина Виноградова                      |
| 11 марта    | Нетанья, Израиль $10,000 — Хард Турнир 2013              | Полина Монова Александра Саснович 6-1 6-2              | Лу Цзясян Лу Цзяцзин                    |
| 11 марта    | Орландо, США $10,000 — Грунт Турнир 2013                 | Маша Зец-Пешкирич 0-6 6-4 6-1                          | Михаэла Був                             |
| 11 марта    | Орландо, США $10,000 — Грунт Турнир 2013                 | Никола Франкова Наталья Росси 7-5 2-6 [10-8]           | Татьяна Арефьева Катерина Крамперова    |
| 11 марта    | Шарм-эш-Шейх, Египет $10,000 — Хард Турнир 2013          | Дарья Лебешева 6-7(5) 6-3 6-0                          | Лизанне ван Рит                         |
| 11 марта    | Шарм-эш-Шейх, Египет $10,000 — Хард Турнир 2013          | Франциска Кёниг Сара-Ребекка Секулич Без игры          | Станислава Грозенска Алёна Полетинова   |
| 11 марта    | Бат, Великобритания $15,000 — Хард(i) Турнир 2013        | Штефани Фогт 7-6(3) 6-3                                | Ан-Софи Местах                          |
| 11 марта    | Бат, Великобритания $15,000 — Хард(i) Турнир 2013        | Никола Гойер Лиза Вайбурн 6-3 6-4                      | Виктория Голубич Юлия Киммельманн       |
| 18 марта    | Анталья, Турция $10,000 — Грунт Турнир 2013              | Ева Фернандес-Брюгес 6-2 6-0                           | Ана Богдан                              |
| 18 марта    | Анталья, Турция $10,000 — Грунт Турнир 2013              | Оксана Калашникова Ксения Палкина 6-1 6-3              | Анамика Бхаргава Николь Мелихар         |
| 18 марта    | Гонесс, Франция $10,000 — Грунт(i) Турнир 2013           | Анна Шефер 6-1 2-1 — отказ                             | Катерина Ванькова                       |
| 18 марта    | Гонесс, Франция $10,000 — Грунт(i) Турнир 2013           | Синди Бургер Даниэла Сегель 6-7(6) 6-3 [10-2]          | Анна Шефер Катерина Ванькова            |
| 18 марта    | Хайдарабад, Индия $10,000 — Хард Турнир 2013             | Барбара Луш 2-6 6-3 6-1                                | Анкита Райна                            |
| 18 марта    | Хайдарабад, Индия $10,000 — Хард Турнир 2013             | Наташа Палха Прартхана Тхомбаре 6-1 6-4                | Шармада Балу Совяня Бависетти           |
| 18 марта    | Кофу, Япония $10,000 — Хард Турнир 2013                  | Юки Танака 6-3 6-1                                     | Хироко Кувата                           |
| 18 марта    | Кофу, Япония $10,000 — Хард Турнир 2013                  | Акари Иноуэ Хироко Кувата 3-6 7-5 [10-7]               | Хан На Рэ Ян Цзы                        |
| 18 марта    | Мадрид, Испания $10,000 — Грунт(i) Турнир 2013           | Река-Луца Яни 2-6 6-4 6-4                              | Бернарда Пера                           |
| 18 марта    | Мадрид, Испания $10,000 — Грунт(i) Турнир 2013           | Лусия Сервера-Васкес Гая Санези 7-5 6-3                | Татьяна Буа Арабела Фернандес-Рабенер   |
| 18 марта    | Шарм-эш-Шейх, Египет $10,000 — Хард Турнир 2013          | Мелани Клаффнер 6-3 6-1                                | Валерия Подда                           |
| 18 марта    | Шарм-эш-Шейх, Египет $10,000 — Хард Турнир 2013          | Ким-Алице Грайдек Сильвия Загорская 6-2 6-1            | Беатрис Моралес Эрнандес Андела Новчич  |
| 18 марта    | Сандерленд, Великобритания $15,000 — Хард(i) Турнир 2013 | Анна-Лена Фридзам 6-2 7-6(4)                           | Алисон ван Эйтванк                      |
| 18 марта    | Сандерленд, Великобритания $15,000 — Хард(i) Турнир 2013 | Хильда Меландер Сандра Рома 6-0 6-3                    | Эми Ботелл Люси Браун                   |
| 18 марта    | Иннисбрук, США $25,000 — Грунт Турнир 2013               | Юлия Глушко 2-6 6-0 6-4                                | Патриция Майр-Ахлайтнер                 |
| 18 марта    | Иннисбрук, США $25,000 — Грунт Турнир 2013               | Эшли Барти Ализе Лим 6-1 6-3                           | Паула Кристина Гонсалвес Мария Иригойен |
| 18 марта    | Ипсвич, Австралия $25,000 — Хард Турнир 2013             | Елена Панджич 7-5 2-6 6-2                              | Сторм Сандерс                           |
| 18 марта    | Ипсвич, Австралия $25,000 — Хард Турнир 2013             | Ноппаван Летчивакан Варатчая Вонгтинчай 4-6 6-1 [10-8] | Виктория Раичич Сторм Сандерс           |
| 25 марта    | Анталья, Турция $10,000 — Хард Турнир 2013               | Эллен Альгурин 6-0 3-6 6-2                             | Шанталь Шкамлова                        |
| 25 марта    | Анталья, Турция $10,000 — Хард Турнир 2013               | Оксана Калашникова Ксения Палкина 6-4 4-6 [10-8]       | Башак Эрайдын Эбби Майерс               |
| 25 марта    | Ниситама, Япония $10,000 — Хард Турнир 2013              | Ю Ми 1-6 6-1 6-2                                       | Ли Джин А                               |
| 25 марта    | Ниситама, Япония $10,000 — Хард Турнир 2013              | Хан На Рэ Кхан Со Кюн 6-4 6-7(4) [10-6]                | Эри Ходзуми Макото Ниномия              |
| 25 марта    | Рибейран-Прету, Бразилия $10,000 — Грунт Турнир 2013     | Беатрис Хаддад Майя 7-6(2) 6-2                         | Андреа Бенитес                          |
| 25 марта    | Рибейран-Прету, Бразилия $10,000 — Грунт Турнир 2013     | Андреа Бенитес Карла Форте 6-4 6-7(4) [10-6]           | Эдуарда Пиай Карина Вендитти            |
| 25 марта    | Шарм-эш-Шейх, Египет $10,000 — Хард Турнир 2013          | Мелани Клаффнер 6-1 6-0                                | Натела Дзаламидзе                       |
| 25 марта    | Шарм-эш-Шейх, Египет $10,000 — Хард Турнир 2013          | Ребекка Петерсон Малин Улвефельдт 6-3 6-4              | Алина Михеева Джиллиан О`Нилл           |
| 25 марта    | Бандаберг, Австралия $25,000 — Грунт Турнир 2013         | Виктория Раичич 6-4 6-3                                | Юрика Сэма                              |
| 25 марта    | Бандаберг, Австралия $25,000 — Грунт Турнир 2013         | Чан Су Джон Ли Со Ра 7-6(4) 4-6 [10-8]                 | Мики Миямура Варатчая Вонгтинчай        |
| 25 марта    | Таллин, Эстония $25,000 — Хард(i) Турнир 2013            | Александра Саснович 7-6(3) 6-2                         | Надежда Киченок                         |
| 25 марта    | Таллин, Эстония $25,000 — Хард(i) Турнир 2013            | Анетт Контавейт Елена Остапенко 2-6 7-5 [10-0]         | Людмила Киченок Надежда Киченок         |
| 25 марта    | Круасси-Бобур, Франция $50,000 — Хард(i) Турнир 2013     | Энн Кеотавонг 7-6(3) 6-3                               | Сандра Заглавова                        |
| 25 марта    | Круасси-Бобур, Франция $50,000 — Хард(i) Турнир 2013     | Анна-Лена Фридзам Алисон ван Эйтванк 6-3 6-4           | Стефани Форетц Гакон Ева Грдинова       |
| 25 марта    | Оспри, США $50,000 — Грунт Турнир 2013                   | Мариана Дуке-Мариньо 7-6(2) 6-1                        | Эстрелья Кабеса-Кандела                 |
| 25 марта    | Оспри, США $50,000 — Грунт Турнир 2013                   | Ракель Копс-Джонс Абигейл Спирс 6-1 6-3                | Вероника Сепеде Роиг Инес Феррер-Суарес |